# Ivan Strinić
Ivan Strinić (Spalato, 17 luglio 1987) è un ex calciatore croato, di ruolo difensore, vicecampione del mondo nel 2018 con la nazionale croata.

## Caratteristiche tecniche
Terzino sinistro, era un mancino puro. Puntuale nel recupero di palloni e nella fase di marcatura, era dotato di un rendimento costante e di eccellenti doti fisiche, tra cui forza e velocità, nonché di un buon bagaglio tecnico. Poteva giocare anche nel ruolo di centrocampista di sinistra.

## Carriera

### Club

#### Le Mans 2 e Hrvatski Dragovoljac
Cresciuto nell'Hajduk Spalato, ha giocato nel campionato francese nelle file della seconda squadra del Le Mans, in quarta serie. Tornato in patria, ha giocato una stagione in seconda serie con lo Hrvatski Dragovoljac in cui colleziona 22 presenze e un gol.

#### Hajduk Spalato e Dnipro

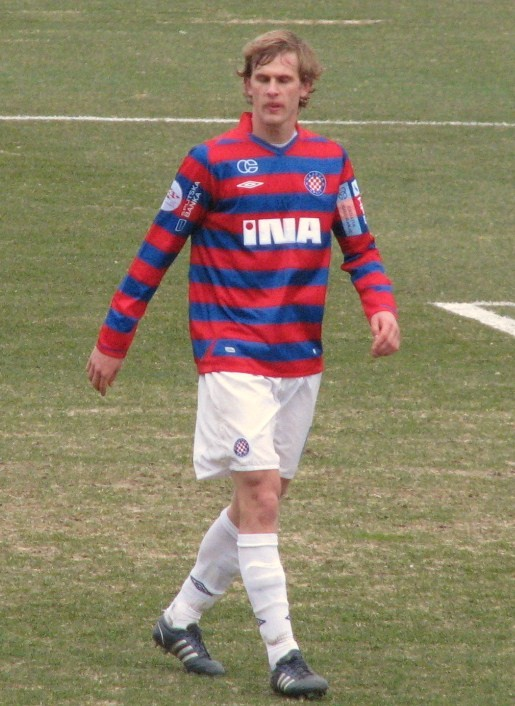
Strinić nel 2010 all'Hajduk Spalato

Dopo l'esperienza con lo Hrvatski, fa ritorno all'Hajduk Spalato, dove in due stagioni conquista una coppa nazionale. Il suo esordio in massima serie avviene già alla prima giornata nella gara contro lo Zadar, il 27 luglio 2008.
Fa il suo esordio nelle coppe europee il 17 luglio 2008 giocando contro il Birkirkara valida per la gara di andata del primo turno preliminare della Coppa UEFA 2008-2009. Due settimane più tardi mise a segno la sua prima rete nelle competizioni europee, nella gara di ritorno. Per la sua prima rete nella massima serie croata bisogna, invece, attendere il 31 ottobre 2009, nella gara contro la Dinamo Zagabria quando segna il decisivo 2-1.
A gennaio del 2011 passa con gli ucraini del Dnipro, con cui firma un contratto fino a gennaio del 2015. Il 6 marzo esordisce contro il Tavrija Sinferopoli, mettendo subito a segno una rete.

#### Esperienze in Italia: Napoli, Sampdoria e Milan
Scaduto il contratto con la società ucraina, viene ingaggiato dal Napoli il 5 gennaio del 2015, firmando un contratto di 4 anni a circa 1,5 milioni di euro a stagione. Sceglie la maglia numero 3. Fa il suo esordio in maglia azzurra e in campionato il 18 gennaio 2015 nella gara in trasferta contro la Lazio, match poi finito 0-1 per la squadra partenopea. Quattro giorni dopo debutta anche in Coppa Italia nell'ottavo di finale vinto dagli azzurri ai calci di rigore contro l'Udinese.
Dopo due stagioni e mezza in Campania, 31 agosto del 2017 si trasferisce poi alla Sampdoria a titolo definitivo, firmando un contratto annuale con scadenza 30 giugno 2018 ed esordisce in blucerchiato nella trasferta sul campo del Torino del 17 settembre 2017. In seguito ad un positivo girone d'andata giocato da titolare, nel mese di febbraio del 2018 Strinić si accorda per trasferirsi a parametro zero al Milan a fine stagione; il preaccordo gli costa la titolarità a vantaggio del compagno Murru, che gli viene di lì in avanti regolarmente preferito sino al termine del campionato.
Il 2 luglio 2018 il suo trasferimento in rossonero viene infine ufficializzato e il terzino croato sigla un contratto triennale fino al 30 giugno 2021 con la società meneghina. Sceglie la maglia numero 23. Durante il precampionato, il 18 agosto 2018, gli viene riscontrata una ipertrofia del muscolo cardiaco, che ne comporta la temporanea sospensione dall'attività agonistica, alla quale viene poi dichiarato idoneo nel mese di novembre.. Torna ad essere convocato, il 12 gennaio 2019 nella partita di Coppa Italia vinta a Genova dai rossoneri per 2-0 contro la Sampdoria, ma sino alla fine della stagione non scende mai in campo.
Il 26 agosto rescinde il proprio contratto con la società rossonera. Il 1 gennaio 2021, dopo essere rimasto svincolato per due anni, si ritira dal calcio giocato.

### Nazionale

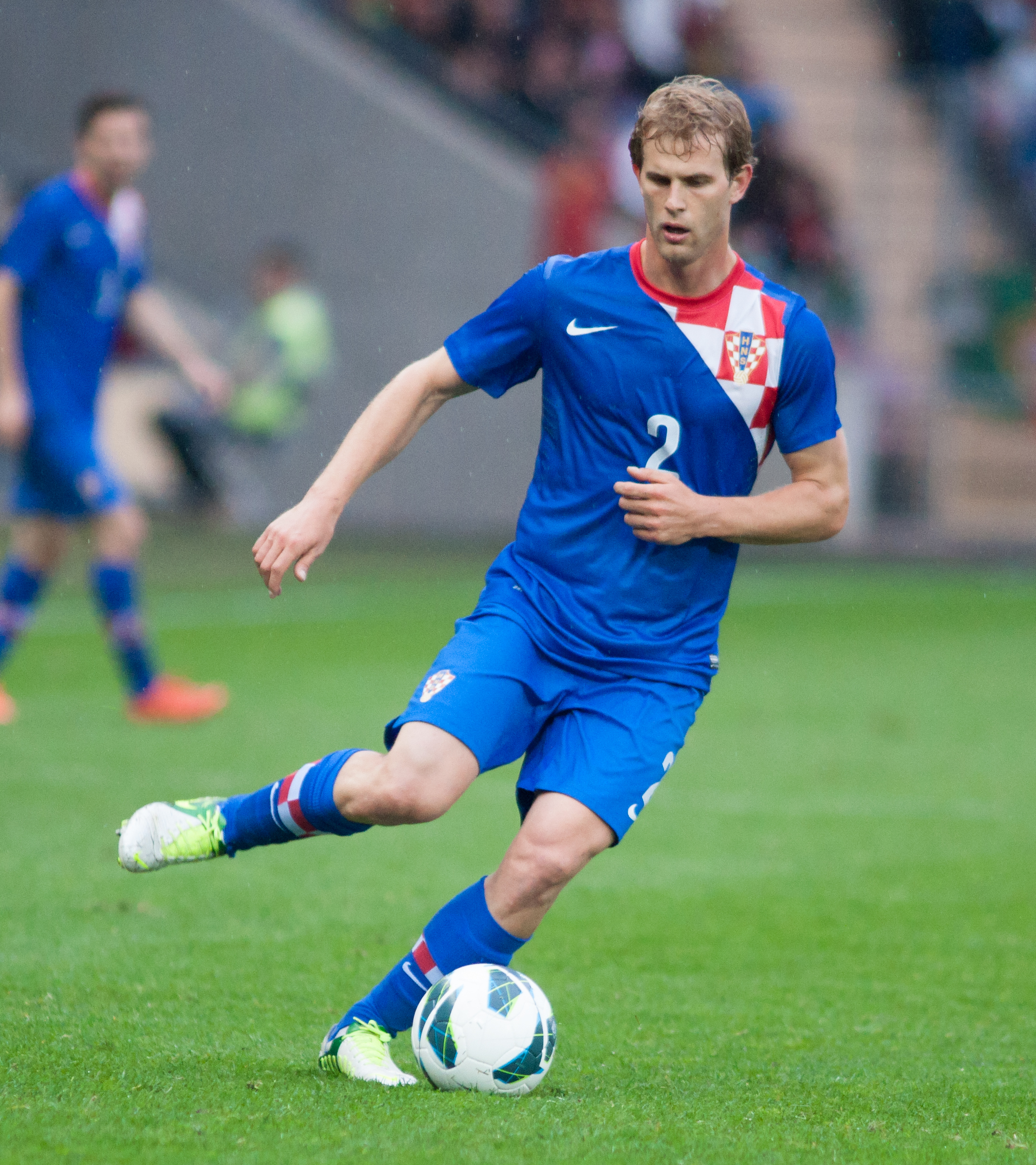
Strinić in azione nel 2013 con la maglia della Croazia

Dopo aver collezionato presenze nella varie nazionali giovanili croate, fa il suo esordio con la nazionale maggiore il 19 maggio 2010 nell'amichevole contro l'Austria vinta 1-0 dai croati. Da quel momento diventa uno dei titolari fissi della nazionale, con la quale disputa Euro 2012 dove gioca da titolare le 3 partite del girone fornendo anche un assist per Mario Mandžukić nell'1-1 contro l'Italia. Salta i Mondiali 2014 per un infortunio.
Convocato per il campionato d'Europa del 2016 in Francia, è chiamato in nazionale anche per il campionato del mondo del 2018, in cui veste la maglia da titolare sino alla finale persa contro la Francia.

## Statistiche

### Presenze e reti nei club
Statistiche aggiornate al 2 agosto 2018.
| Stagione              | Squadra               | Campionato            | Campionato | Campionato | Coppe nazionali | Coppe nazionali | Coppe nazionali | Coppe continentali | Coppe continentali | Coppe continentali | Altre coppe | Altre coppe | Altre coppe | Totale | Totale | Totale |
| Stagione              | Squadra               | Comp                  | Pres       | Reti       | Comp            | Pres            | Reti            | Comp               | Pres               | Reti               | Comp        | Pres        | Reti        | Pres   | Reti   |        |
| --------------------- | --------------------- | --------------------- | ---------- | ---------- | --------------- | --------------- | --------------- | ------------------ | ------------------ | ------------------ | ----------- | ----------- | ----------- | ------ | ------ | ------ |
| 2006-2007             | Le Mans 2             | CFA                   | 11         | 0          | -               | -               | -               | -                  | -                  | -                  | -           | -           | -           | 11     | 0      |        |
| 2007-2008             | H. Dragovoljac        | 2. HNL                | 22         | 1          | CC              | 0               | 0               | -                  | -                  | -                  | -           | -           | -           | 22     | 1      |        |
| 2008-2009             | Hajduk Spalato        | 1. HNL                | 17         | 0          | CC              | ?               | ?               | CU                 | 3                  | 1                  | -           | -           | -           | 20+    | 1+     |        |
| 2009-2010             | Hajduk Spalato        | 1. HNL                | 22         | 4          | CC              | ?               | ?               | UEL                | 1                  | 0                  | -           | -           | -           | 23+    | 4+     |        |
| 2010-gen. 2011        | Hajduk Spalato        | 1. HNL                | 12         | 0          | CC              | ?               | ?               | UEL                | 9                  | 0                  | SC          | 1           | 0           | 22+    | 0+     |        |
| Totale Hajduk Spalato | Totale Hajduk Spalato | Totale Hajduk Spalato | 51         | 4          |                 | ?               | ?               |                    | 13                 | 1                  |             | 1           | 0           | 65+    | 5+     |        |
| gen.-giu. 2011        | Dnipro                | PL                    | 6          | 2          | KU              | 0               | 0               | -                  | -                  | -                  | -           | -           | -           | 27     | 2      |        |
| 2011-2012             | Dnipro                | PL                    | 24         | 2          | KU              | 2               | 0               | UEL                | 1                  | 0                  | -           | -           | -           | 27     | 2      |        |
| 2012-2013             | Dnipro                | PL                    | 23         | 0          | KU              | 3               | 0               | UEL                | 9                  | 0                  | -           | -           | -           | 35     | 0      |        |
| 2013-2014             | Dnipro                | PL                    | 24         | 0          | KU              | 0               | 0               | UEL                | 4                  | 0                  | -           | -           | -           | 28     | 0      |        |
| 2014-gen. 2015        | Dnipro                | PL                    | 8          | 0          | KU              | 2               | 0               | UCL+UEL            | 0+6                | 0                  | -           | -           | -           | 16     | 0      |        |
| Totale Dnipro         | Totale Dnipro         | Totale Dnipro         | 85         | 4          |                 | 7               | 0               |                    | 20                 | 0                  |             | -           | -           | 112    | 4      |        |
| gen.-giu. 2015        | Napoli                | A                     | 9          | 0          | CI              | 2               | 0               | UCL+UEL            | -                  | -                  | SI          | -           | -           | 11     | 0      |        |
| 2015-2016             | Napoli                | A                     | 5          | 0          | CI              | 2               | 0               | UEL                | 6                  | 0                  | -           | -           | -           | 13     | 0      |        |
| 2016-2017             | Napoli                | A                     | 12         | 0          | CI              | 3               | 0               | UCL                | 0                  | 0                  | -           | -           | -           | 15     | 0      |        |
| Totale Napoli         | Totale Napoli         | Totale Napoli         | 26         | 0          |                 | 7               | 0               |                    | 6                  | 0                  |             | -           | -           | 39     | 0      |        |
| 2017-2018             | Sampdoria             | A                     | 17         | 0          | CI              | 1               | 0               | -                  | -                  | -                  | -           | -           | -           | 18     | 0      |        |
| 2018-2019             | Milan                 | A                     | 0          | 0          | CI              | 0               | 0               | UEL                | 0                  | 0                  | SI          | 0           | 0           | 0      | 0      |        |
| Totale carriera       | Totale carriera       | Totale carriera       | 212        | 9          |                 | 15              | 0               |                    | 39                 | 1                  |             | 1           | 0           | 267    | 10     |        |

### Cronologia presenze e reti in nazionale
| Cronologia completa delle presenze e delle reti in nazionale ― Croazia | Cronologia completa delle presenze e delle reti in nazionale ― Croazia | Cronologia completa delle presenze e delle reti in nazionale ― Croazia | Cronologia completa delle presenze e delle reti in nazionale ― Croazia | Cronologia completa delle presenze e delle reti in nazionale ― Croazia | Cronologia completa delle presenze e delle reti in nazionale ― Croazia | Cronologia completa delle presenze e delle reti in nazionale ― Croazia | Cronologia completa delle presenze e delle reti in nazionale ― Croazia |
| Data                                                                   | Città                                                                  | In casa                                                                | Risultato                                                              | Ospiti                                                                 | Competizione                                                           | Reti                                                                   | Note                                                                   |
| ---------------------------------------------------------------------- | ---------------------------------------------------------------------- | ---------------------------------------------------------------------- | ---------------------------------------------------------------------- | ---------------------------------------------------------------------- | ---------------------------------------------------------------------- | ---------------------------------------------------------------------- | ---------------------------------------------------------------------- |
| 19-5-2010                                                              | Klagenfurt                                                             | Austria                                                                | 0 – 1                                                                  | Croazia                                                                | Amichevole                                                             | -                                                                      |                                                                        |
| 23-5-2010                                                              | Osijek                                                                 | Croazia                                                                | 2 – 0                                                                  | Galles                                                                 | Amichevole                                                             | -                                                                      |                                                                        |
| 26-5-2010                                                              | Tallinn                                                                | Estonia                                                                | 0 – 0                                                                  | Croazia                                                                | Amichevole                                                             | -                                                                      | 46’                                                                    |
| 3-9-2010                                                               | Riga                                                                   | Lituania                                                               | 0 – 3                                                                  | Croazia                                                                | Qual. Euro 2012                                                        | -                                                                      |                                                                        |
| 7-9-2010                                                               | Zagabria                                                               | Croazia                                                                | 0 – 0                                                                  | Grecia                                                                 | Qual. Euro 2012                                                        | -                                                                      |                                                                        |
| 9-10-2010                                                              | Tel-Aviv                                                               | Israele                                                                | 1 – 2                                                                  | Croazia                                                                | Qual. Euro 2012                                                        | -                                                                      |                                                                        |
| 12-10-2010                                                             | Zagabria                                                               | Croazia                                                                | 2 – 1                                                                  | Norvegia                                                               | Amichevole                                                             | -                                                                      |                                                                        |
| 9-2-2011                                                               | Pola                                                                   | Croazia                                                                | 4 – 2                                                                  | Rep. Ceca                                                              | Amichevole                                                             | -                                                                      | 46’                                                                    |
| 26-3-2011                                                              | Tbilisi                                                                | Georgia                                                                | 1 – 0                                                                  | Croazia                                                                | Qual. Euro 2012                                                        | -                                                                      |                                                                        |
| 29-3-2011                                                              | Saint-Denis                                                            | Francia                                                                | 0 – 0                                                                  | Croazia                                                                | Amichevole                                                             | -                                                                      | 24’ 46’                                                                |
| 10-8-2011                                                              | Dublino                                                                | Irlanda                                                                | 0 – 0                                                                  | Croazia                                                                | Amichevole                                                             | -                                                                      |                                                                        |
| 2-9-2011                                                               | Attard                                                                 | Malta                                                                  | 1 – 3                                                                  | Croazia                                                                | Qual. Euro 2012                                                        | -                                                                      |                                                                        |
| 6-9-2011                                                               | Zagabria                                                               | Croazia                                                                | 3 – 1                                                                  | Israele                                                                | Qual. Euro 2012                                                        | -                                                                      | 76’                                                                    |
| 7-10-2011                                                              | Atene                                                                  | Grecia                                                                 | 2 – 0                                                                  | Croazia                                                                | Qual. Euro 2012                                                        | -                                                                      |                                                                        |
| 11-10-2011                                                             | Fiume                                                                  | Croazia                                                                | 2 – 0                                                                  | Lettonia                                                               | Qual. Euro 2012                                                        | -                                                                      |                                                                        |
| 25-5-2012                                                              | Pola                                                                   | Croazia                                                                | 3 – 1                                                                  | Estonia                                                                | Amichevole                                                             | -                                                                      |                                                                        |
| 2-6-2012                                                               | Oslo                                                                   | Norvegia                                                               | 1 – 1                                                                  | Croazia                                                                | Amichevole                                                             | -                                                                      | 46’                                                                    |
| 10-6-2012                                                              | Poznań                                                                 | Irlanda                                                                | 1 – 3                                                                  | Croazia                                                                | Euro 2012 - 1º turno                                                   | -                                                                      |                                                                        |
| 14-6-2012                                                              | Poznań                                                                 | Italia                                                                 | 1 – 1                                                                  | Croazia                                                                | Euro 2012 - 1º turno                                                   | -                                                                      |                                                                        |
| 18-6-2012                                                              | Danzica                                                                | Croazia                                                                | 0 – 1                                                                  | Spagna                                                                 | Euro 2012 - 1º turno                                                   | -                                                                      | 53’                                                                    |
| 15-8-2012                                                              | Spalato                                                                | Croazia                                                                | 2 – 4                                                                  | Svizzera                                                               | Amichevole                                                             | -                                                                      | 46’                                                                    |
| 7-9-2012                                                               | Zagabria                                                               | Croazia                                                                | 1 – 0                                                                  | Macedonia                                                              | Qual. Mondiali 2014                                                    | -                                                                      |                                                                        |
| 11-9-2012                                                              | Bruxelles                                                              | Belgio                                                                 | 1 – 1                                                                  | Croazia                                                                | Qual. Mondiali 2014                                                    | -                                                                      |                                                                        |
| 12-10-2012                                                             | Skopje                                                                 | Macedonia                                                              | 1 – 2                                                                  | Croazia                                                                | Qual. Mondiali 2014                                                    | -                                                                      |                                                                        |
| 16-10-2012                                                             | Osijek                                                                 | Croazia                                                                | 2 – 0                                                                  | Galles                                                                 | Qual. Mondiali 2014                                                    | -                                                                      | 81’                                                                    |
| 6-2-2013                                                               | Londra                                                                 | Croazia                                                                | 4 – 0                                                                  | Corea del Sud                                                          | Amichevole                                                             | -                                                                      | 46’                                                                    |
| 22-3-2013                                                              | Zagabria                                                               | Croazia                                                                | 2 – 0                                                                  | Serbia                                                                 | Qual. Mondiali 2014                                                    | -                                                                      | 82’                                                                    |
| 26-3-2013                                                              | Swansea                                                                | Galles                                                                 | 1 – 2                                                                  | Croazia                                                                | Qual. Mondiali 2014                                                    | -                                                                      | 73’                                                                    |
| 7-6-2013                                                               | Zagabria                                                               | Croazia                                                                | 0 – 1                                                                  | Scozia                                                                 | Qual. Mondiali 2014                                                    | -                                                                      | 70’                                                                    |
| 10-6-2013                                                              | Ginevra                                                                | Croazia                                                                | 0 – 1                                                                  | Portogallo                                                             | Amichevole                                                             | -                                                                      | 50’                                                                    |
| 11-10-2013                                                             | Zagabria                                                               | Croazia                                                                | 1 – 2                                                                  | Belgio                                                                 | Qual. Mondiali 2014                                                    | -                                                                      |                                                                        |
| 15-10-2013                                                             | Edimburgo                                                              | Scozia                                                                 | 2 – 0                                                                  | Croazia                                                                | Qual. Mondiali 2014                                                    | -                                                                      |                                                                        |
| 4-9-2014                                                               | Pola                                                                   | Croazia                                                                | 2 – 0                                                                  | Cipro                                                                  | Amichevole                                                             | -                                                                      |                                                                        |
| 27-5-2016                                                              | Koprivnica                                                             | Croazia                                                                | 1 – 0                                                                  | Moldavia                                                               | Amichevole                                                             | -                                                                      |                                                                        |
| 4-6-2016                                                               | Fiume                                                                  | Croazia                                                                | 10 – 0                                                                 | San Marino                                                             | Amichevole                                                             | -                                                                      |                                                                        |
| 12-6-2016                                                              | Parigi                                                                 | Turchia                                                                | 0 – 1                                                                  | Croazia                                                                | Euro 2016 - 1º turno                                                   | -                                                                      | 80’                                                                    |
| 17-6-2016                                                              | Saint-Étienne                                                          | Rep. Ceca                                                              | 2 – 2                                                                  | Croazia                                                                | Euro 2016 - 1º turno                                                   | -                                                                      | 90+3’                                                                  |
| 25-6-2016                                                              | Lens                                                                   | Croazia                                                                | 0 – 1 dts                                                              | Portogallo                                                             | Euro 2016 - Ottavi di finale                                           | -                                                                      |                                                                        |
| 5-9-2016                                                               | Zagabria                                                               | Croazia                                                                | 1 – 1                                                                  | Turchia                                                                | Qual. Mondiali 2018                                                    | -                                                                      |                                                                        |
| 9-11-2017                                                              | Zagabria                                                               | Croazia                                                                | 4 – 1                                                                  | Grecia                                                                 | Qual. Mondiali 2018                                                    | -                                                                      |                                                                        |
| 12-11-2017                                                             | Atene                                                                  | Grecia                                                                 | 0 – 0                                                                  | Croazia                                                                | Qual. Mondiali 2018                                                    | -                                                                      |                                                                        |
| 24-3-2018                                                              | Miami                                                                  | Perù                                                                   | 2 – 0                                                                  | Croazia                                                                | Amichevole                                                             | -                                                                      |                                                                        |
| 8-6-2018                                                               | Osijek                                                                 | Croazia                                                                | 2 – 1                                                                  | Senegal                                                                | Amichevole                                                             | -                                                                      |                                                                        |
| 16-6-2018                                                              | Kaliningrad                                                            | Croazia                                                                | 2 – 0                                                                  | Nigeria                                                                | Mondiali 2018 - 1º turno                                               | -                                                                      |                                                                        |
| 21-6-2018                                                              | Nižnij Novgorod                                                        | Argentina                                                              | 0 – 3                                                                  | Croazia                                                                | Mondiali 2018 - 1º turno                                               | -                                                                      |                                                                        |
| 1-7-2018                                                               | Nižnij Novgorod                                                        | Croazia                                                                | 1 – 1 dts (3 – 2 dtr)                                                  | Danimarca                                                              | Mondiali 2018 - Ottavi di finale                                       | -                                                                      | 81’                                                                    |
| 7-7-2018                                                               | Soči                                                                   | Russia                                                                 | 2 – 2 dts (3 – 4 dtr)                                                  | Croazia                                                                | Mondiali 2018 - Quarti di finale                                       | -                                                                      | 38’ 74’                                                                |
| 11-7-2018                                                              | Mosca                                                                  | Croazia                                                                | 2 – 1 dts                                                              | Inghilterra                                                            | Mondiali 2018 - Semifinale                                             | -                                                                      | 95’                                                                    |
| 15-7-2018                                                              | Mosca                                                                  | Francia                                                                | 4 – 2                                                                  | Croazia                                                                | Mondiali 2018 - Finale                                                 | -                                                                      | 82’                                                                    |
| Totale                                                                 |                                                                        | Presenze                                                               | 49                                                                     |                                                                        | Reti                                                                   | 0                                                                      |                                                                        |

| Cronologia completa delle presenze e delle reti in nazionale ― Croazia under 21 | Cronologia completa delle presenze e delle reti in nazionale ― Croazia under 21 | Cronologia completa delle presenze e delle reti in nazionale ― Croazia under 21 | Cronologia completa delle presenze e delle reti in nazionale ― Croazia under 21 | Cronologia completa delle presenze e delle reti in nazionale ― Croazia under 21 | Cronologia completa delle presenze e delle reti in nazionale ― Croazia under 21 | Cronologia completa delle presenze e delle reti in nazionale ― Croazia under 21 | Cronologia completa delle presenze e delle reti in nazionale ― Croazia under 21 |
| Data                                                                            | Città                                                                           | In casa                                                                         | Risultato                                                                       | Ospiti                                                                          | Competizione                                                                    | Reti                                                                            | Note                                                                            |
| ------------------------------------------------------------------------------- | ------------------------------------------------------------------------------- | ------------------------------------------------------------------------------- | ------------------------------------------------------------------------------- | ------------------------------------------------------------------------------- | ------------------------------------------------------------------------------- | ------------------------------------------------------------------------------- | ------------------------------------------------------------------------------- |
| 20-8-2008                                                                       | Koprivnica                                                                      | Croazia under 21                                                                | 2 – 1                                                                           | Bosnia ed Erzegovina under 21                                                   | Amichevole                                                                      | -                                                                               | 51’                                                                             |
| 5-9-2008                                                                        | Varaždin                                                                        | Croazia under 21                                                                | 4 – 0                                                                           | Albania under 21                                                                | Qual. Europeo Under-21 2009                                                     | -                                                                               | 76’                                                                             |
| Totale                                                                          |                                                                                 | Presenze                                                                        | 2                                                                               |                                                                                 | Reti                                                                            | 0                                                                               |                                                                                 |

| Cronologia completa delle presenze e delle reti in nazionale ― Croazia under 19 | Cronologia completa delle presenze e delle reti in nazionale ― Croazia under 19 | Cronologia completa delle presenze e delle reti in nazionale ― Croazia under 19 | Cronologia completa delle presenze e delle reti in nazionale ― Croazia under 19 | Cronologia completa delle presenze e delle reti in nazionale ― Croazia under 19 | Cronologia completa delle presenze e delle reti in nazionale ― Croazia under 19 | Cronologia completa delle presenze e delle reti in nazionale ― Croazia under 19 | Cronologia completa delle presenze e delle reti in nazionale ― Croazia under 19 |
| Data                                                                            | Città                                                                           | In casa                                                                         | Risultato                                                                       | Ospiti                                                                          | Competizione                                                                    | Reti                                                                            | Note                                                                            |
| ------------------------------------------------------------------------------- | ------------------------------------------------------------------------------- | ------------------------------------------------------------------------------- | ------------------------------------------------------------------------------- | ------------------------------------------------------------------------------- | ------------------------------------------------------------------------------- | ------------------------------------------------------------------------------- | ------------------------------------------------------------------------------- |
| 15-9-2005                                                                       | Sendai                                                                          | Croazia under 19                                                                | 0 – 3                                                                           | Giappone under 19                                                               | Amichevole                                                                      | -                                                                               | 63’                                                                             |
| 19-9-2005                                                                       | Sendai                                                                          | Croazia under 19                                                                | 0 – 1                                                                           | Brasile under 19                                                                | Amichevole                                                                      | -                                                                               | 78’                                                                             |
| 13-2-2006                                                                       | Parenzo                                                                         | Croazia under 19                                                                | 1 – 2                                                                           | Ungheria under 19                                                               | Amichevole                                                                      | -                                                                               | 82’                                                                             |
| 15-2-2006                                                                       | Parenzo                                                                         | Croazia under 19                                                                | 3 – 1                                                                           | Ungheria under 19                                                               | Amichevole                                                                      | -                                                                               | 90+1’                                                                           |
| 17-2-2006                                                                       | Valle                                                                           | Croazia under 19                                                                | 3 – 1                                                                           | Ungheria under 19                                                               | Amichevole                                                                      | -                                                                               |                                                                                 |
| 14-3-2006                                                                       | Trieste                                                                         | Slovenia under 19                                                               | 0 – 1                                                                           | Croazia under 19                                                                | Amichevole                                                                      | -                                                                               |                                                                                 |
| 16-3-2006                                                                       | Parenzo                                                                         | Croazia under 19                                                                | 0 – 1                                                                           | Slovenia under 19                                                               | Amichevole                                                                      | -                                                                               |                                                                                 |
| 16-5-2006                                                                       | Samobor                                                                         | Croazia under 19                                                                | 2 – 2                                                                           | Macedonia under 19                                                              | Qual. Europeo Under-19 2006                                                     | -                                                                               |                                                                                 |
| 18-5-2006                                                                       | Velika Gorica                                                                   | Portogallo under 19                                                             | 2 – 1                                                                           | Croazia under 19                                                                | Qual. Europeo Under-19 2006                                                     | -                                                                               |                                                                                 |
| 20-5-2006                                                                       | Zaprešić                                                                        | Croazia under 19                                                                | 2 – 0                                                                           | Israele under 19                                                                | Qual. Europeo Under-19 2006                                                     | -                                                                               | 53’                                                                             |
| Totale                                                                          |                                                                                 | Presenze                                                                        | 10                                                                              |                                                                                 | Reti                                                                            | 0                                                                               |                                                                                 |

## Palmarès

### Club

#### Competizioni nazionali
- Coppa di Croazia: 1

Hajduk Spalato: 2009-2010